# Marija Nikolaevna Romanova (1819-1876)
Marija (Великая Княжна Мария Николаевна; Pavlovsk, 18 agosto 1819 – San Pietroburgo, 21 febbraio 1876), nata granduchessa di Russia, fu duchessa di Leuchtenberg come consorte di Massimiliano di Leuchtenberg.

## Famiglia d'origine

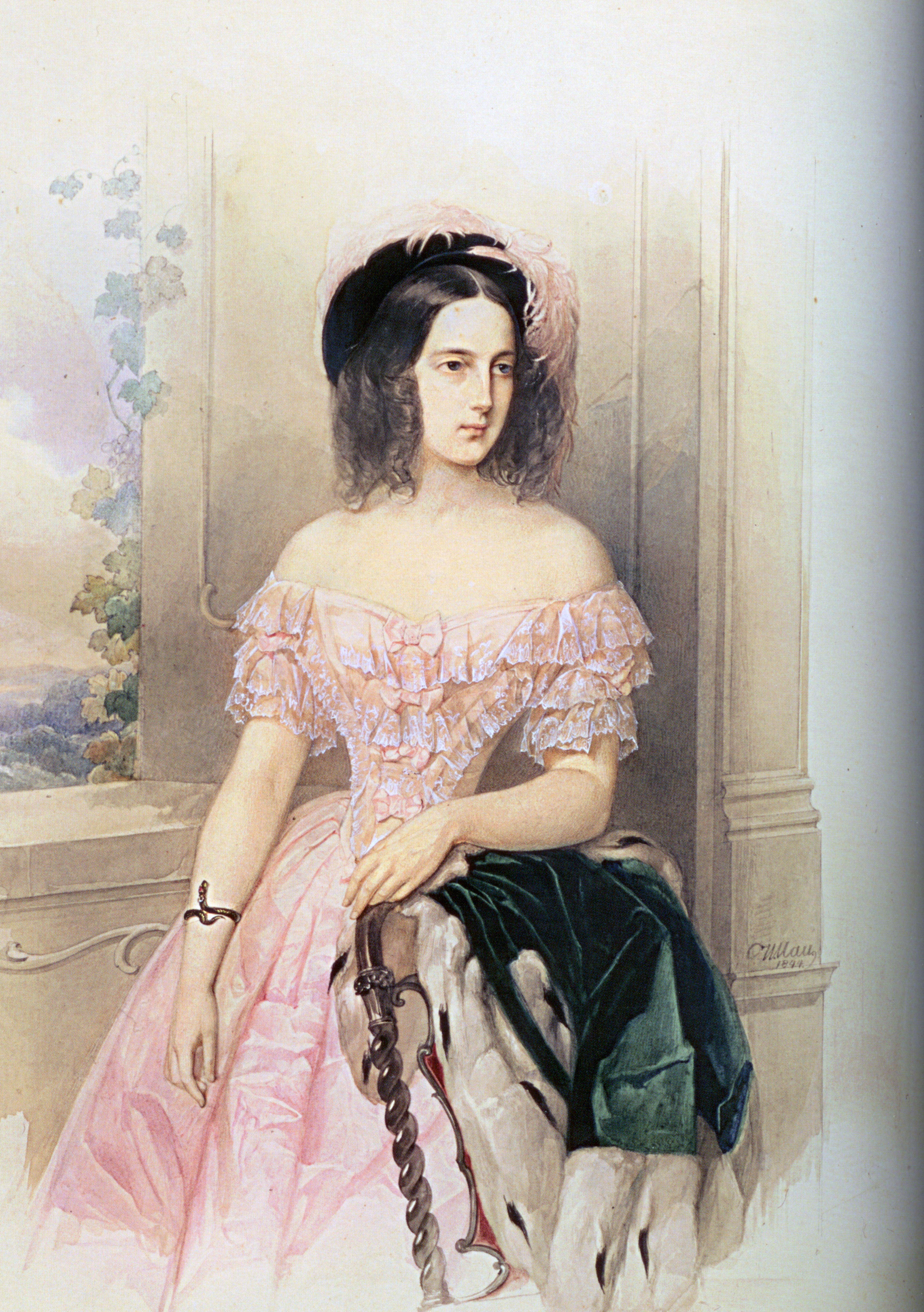
Marija Nikolaevna in giovane età.

Marija fu la secondogenita dei sette figli dello zar Nicola I e della zarina consorte Aleksandra Fёdorovna, nata Carlotta di Prussia, e sorella dello zar Alessandro II.
I suoi nonni paterni erano lo zar Paolo I e la zarina Sofia Dorotea di Württemberg, quelli materni il re Federico Guglielmo III e la regina consorte Luisa di Meclemburgo-Strelitz.
I suoi genitori dedicarono molto tempo alla vita famigliare, provvedendo a dare ai loro figli un'eccellente educazione.

## Matrimonio
In contrasto sia con le usanze del tempo che con quelle della sua posizione, Marija si sposò per amore. Ella conobbe il suo futuro sposo Massimiliano di Leuchtenberg, quando questi era di stanza a San Pietroburgo durante le manovre di cavalleria nell'anno 1837. Si trattava del figlio di Eugenio di Beauharnais duca di Leuchtenberg e della principessa consorte Augusta di Baviera.

Un anno dopo, durante una seconda visita di Massimiliano nella città, i due giovani dichiararono di volersi sposare.

Non si trattava di un matrimonio conveniente per la figlia di un imperatore, in quanto Massimiliano era di rango inferiore, godeva solo del titolo di Altezza Serenissima come membro di un ramo secondario della casa di Baviera; era di religione cattolico romana e non ortodossa; la sua famiglia, in particolare la madre Augusta di Baviera, era contraria a questo matrimonio e, infine, la famiglia Bonaparte, a cui apparteneva il padre, era stata acerrima nemica della Russia.

Nonostante tutti questi impedimenti lo zar Nicola I diede il permesso per la celebrazione delle nozze, con la condizione che la figlia rimanesse a vivere in Russia e non si stabilisse in un paese straniero. Non essendo lo sposo membro di una famiglia regnante, non si presentò nessuna difficoltà per lui spostare la sua residenza a San Pietroburgo.

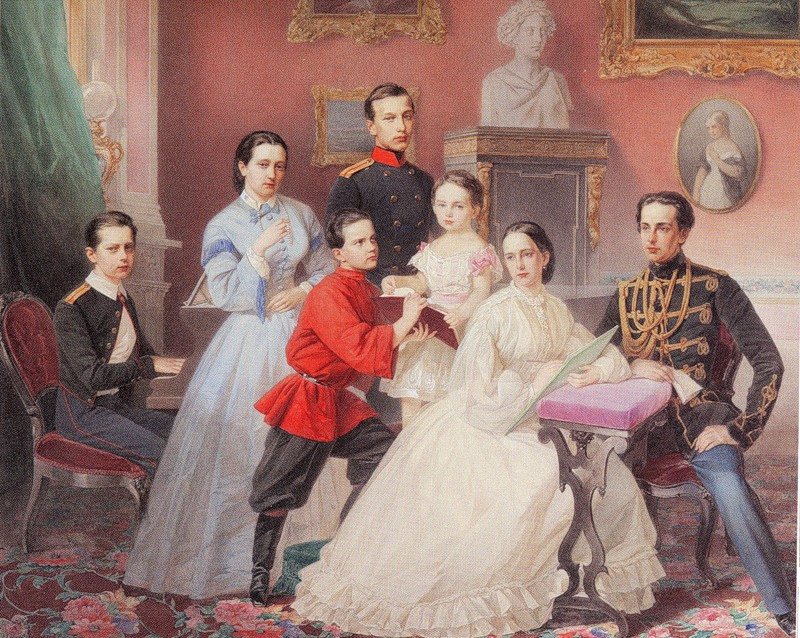
La Gran Principessa e i suoi figli

Essi si sposarono il 14 luglio del 1839, nella cappella del palazzo d'Inverno e lo zar elevò Massimiliano al rango di Altezza Imperiale. I loro sette figli, che crebbero all'interno della famiglia imperiale, furono:
- Aleksandra, nata nel 1840 e morì infante nel 1843;
- Marija, nata nel 1841 e morta nel 1914, sposò Luigi Guglielmo di Baden (1829-1897);
- Nikolaj, nato nel 1843 e morto nel 1891;
- Evgenija, nata nel 1845 e morta nel 1925, sposò Alessandro di Oldenburg (1844-1932);
- Evgenij, nato nel 1847 e morto nel 1901, sposò Dar’ja Opotchinina (1845-1870) e, alla morte di questa, si risposò con Zinaida Skobeleva (1878-1899);
- Sergej, nato nel 1849 e morto nel 1877 ucciso nella guerra russo-turca (1877-1878);
- Georgij, nato nel 1852 e morto nel 1912, sposò Teresa di Oldenburg (1852-1883) e, alla morte di questa, Anastasia del Montenegro (1868-1935).

## Presidente dell'Accademia delle Arti

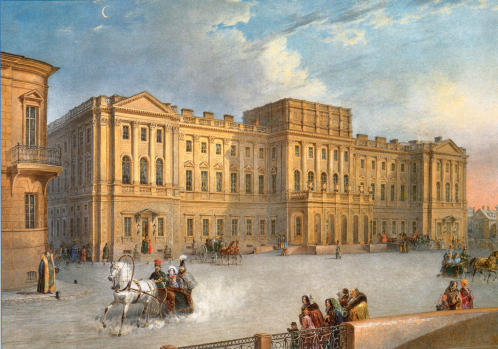
Palazzo Mariinskij, San Pietroburgo

Nicola I permise alla figlia di costruirsi una propria residenza. Venne scelta una zona nel centro di San Pietroburgo di fronte alla cattedrale di Sant'Isacco, sulle rive del fiume Moika. Per la costruzione del palazzo, affidata all'architetto Andrej Stackendneider, non si badò a spese. In attesa del termine dei lavori di costruzione la giovane coppia, con i suoi tre figli, visse nel palazzo Vorontzov. Terminato nel 1844 il palazzo venne chiamato Palazzo Mariinskij (San Pietroburgo) in onore di Marija Nikolaevna. Essendo situato nei pressi del palazzo d'Inverno permetteva allo zar Nicola di fare visita alla figlia ogni giorno.
Sia la gran principessa Marija che il marito avevano una grande passione per l'arte e patrocinarono numerosi progetti artistici. Massimiliano, che in Russia ebbe la fama di uomo di scienza, nel 1843 venne nominato Presidente dell'Accademia delle Arti. Marija Nikolaevna fu una avida collezionista di opere d'arte e, dopo la morte del marito nel 1852, lo sostituì come Presidente dell'Accademia. Nel suo nuovo ruolo si dedicò alle sue collezioni con rinnovato e maggiore ardore.

## Secondo matrimonio
Marija Nikolaevna si sposò nel 1854 con il conte Grigorij Stroganov (1824-1879). Si trattava di un matrimonio morganatico e venne tenuto segreto fino alla morte dello zar Nicola I. La cerimonia ufficiale si tenne il 4 novembre del 1856.

Dal secondo matrimonio nacquero due figli:
- Grigorij, conte Stroganov, nato nel 1857 e morto nell'infanzia;
- Elena, contessa Stroganova, nata nel 1861 e morta nel 1908, sposò Grigorij Nikitich Milanshevich (1861-1908.

Nel 1862 Marija si stabilì nella città di Firenze a Villa di Quarto, appartenuta a Girolamo Bonaparte. Quasi ogni giorno, accompagnata dal suo consigliere, il pittore e collezionista Karl Lephard, la gran principessa visitava i musei, le collezioni private e gli antiquari, al fine di acquistare, con grande cura, i quadri, le statue e i mobili per completare il rinnovamento della sua residenza fiorentina.
Marija Nikolaevna che soffriva di vene varicose e di una malattia alle ossa, trascorse l'ultimo periodo della sua vita come invalida.

Morì il 21 febbraio del 1876 nella città di San Pietroburgo, all'età di 56 anni. È inumata nella Cattedrale dei Santi Pietro e Paolo (San Pietroburgo).

## Collezione d'arte
Alla morte della duchessa il figlio Nicola duca di Leuchtenberg, organizzò un'esposizione della collezione materna presso l'Accademia delle Belle Arti di Sanpietrburgo. Nel 1913 una nuova esposizione, intitolata Patrimonio della gran principessa Marija Nikolaevna, venne allestita presso l’ Ermitage.

Dopo la rivoluzione russa, nel 1917 la collezione fu dispersa e oggi la si può ammirare presso i musei di Mosca (Russia), San Pietroburgo, Vienna e negli Stati Uniti d'America.
Tre dei figli di Marija continuarono a vivere nel palazzo Marijnskj, fino a quando, nel 1884 esso fu venduto per pagare i debiti della famiglia. Oggi è la sede dell'Assemblea Legislativa di San Pietroburgo.

## Ascendenza
|                               |                       |                                         | Genitori                                               |  |  | Nonni |  |  | Bisnonni   |  |  | Trisnonni                          |  |
|                               |                       |                                         |                                                        |  |  |       |  |  | Pietro III |  |  | Carlo Federico di Holstein-Gottorp |  |
|                               |                       |                                         |                                                        |  |  |       |  |  | Pietro III |  |  | Carlo Federico di Holstein-Gottorp |  |
|                               |                       | Anna Petrovna Romanova                  |                                                        |  |  |       |  |  | Pietro III |  |  |                                    |  |
| Paolo I                       |                       |                                         |                                                        |  |  |       |  |  | Pietro III |  |  |                                    |  |
|                               |                       | Caterina II                             | Cristiano Augusto di Anhalt-Zerbst                     |  |  |       |  |  |            |  |  |                                    |  |
|                               |                       | Caterina II                             | Cristiano Augusto di Anhalt-Zerbst                     |  |  |       |  |  |            |  |  |                                    |  |
|                               |                       | Caterina II                             | Giovanna di Holstein-Gottorp                           |  |  |       |  |  |            |  |  |                                    |  |
| Nicola I                      |                       | Caterina II                             |                                                        |  |  |       |  |  |            |  |  |                                    |  |
|                               |                       | Federico II Eugenio                     | Carlo I Alessandro                                     |  |  |       |  |  |            |  |  |                                    |  |
|                               |                       | Federico II Eugenio                     | Carlo I Alessandro                                     |  |  |       |  |  |            |  |  |                                    |  |
|                               |                       | Federico II Eugenio                     | Maria Augusta di Thurn und Taxis                       |  |  |       |  |  |            |  |  |                                    |  |
| Sofia Dorotea di Württemberg  |                       | Federico II Eugenio                     |                                                        |  |  |       |  |  |            |  |  |                                    |  |
|                               |                       | Federica Dorotea di Brandeburgo-Schwedt | Federico Guglielmo di Brandeburgo-Schwedt              |  |  |       |  |  |            |  |  |                                    |  |
|                               |                       | Federica Dorotea di Brandeburgo-Schwedt | Federico Guglielmo di Brandeburgo-Schwedt              |  |  |       |  |  |            |  |  |                                    |  |
|                               |                       | Federica Dorotea di Brandeburgo-Schwedt | Sofia Dorotea di Prussia                               |  |  |       |  |  |            |  |  |                                    |  |
| Marija                        |                       | Federica Dorotea di Brandeburgo-Schwedt |                                                        |  |  |       |  |  |            |  |  |                                    |  |
|                               | Federico Guglielmo II | Augusto Guglielmo di Prussia            |                                                        |  |  |       |  |  |            |  |  |                                    |  |
|                               | Federico Guglielmo II | Augusto Guglielmo di Prussia            |                                                        |  |  |       |  |  |            |  |  |                                    |  |
|                               | Federico Guglielmo II | Luisa Amalia di Brunswick-Wolfenbüttel  |                                                        |  |  |       |  |  |            |  |  |                                    |  |
| Federico Guglielmo III        | Federico Guglielmo II |                                         |                                                        |  |  |       |  |  |            |  |  |                                    |  |
|                               |                       | Federica Luisa d'Assia-Darmstadt        | Luigi IX                                               |  |  |       |  |  |            |  |  |                                    |  |
|                               |                       | Federica Luisa d'Assia-Darmstadt        | Luigi IX                                               |  |  |       |  |  |            |  |  |                                    |  |
|                               |                       | Federica Luisa d'Assia-Darmstadt        | Carolina del Palatinato-Zweibrücken-Birkenfeld         |  |  |       |  |  |            |  |  |                                    |  |
| Carlotta di Prussia           |                       | Federica Luisa d'Assia-Darmstadt        |                                                        |  |  |       |  |  |            |  |  |                                    |  |
|                               |                       | Carlo II                                | Carlo Ludovico Federico di Meclemburgo-Strelitz        |  |  |       |  |  |            |  |  |                                    |  |
|                               |                       | Carlo II                                | Carlo Ludovico Federico di Meclemburgo-Strelitz        |  |  |       |  |  |            |  |  |                                    |  |
|                               |                       | Carlo II                                | Elisabetta Albertina di Sassonia-Hildburghausen        |  |  |       |  |  |            |  |  |                                    |  |
| Luisa di Meclemburgo-Strelitz |                       | Carlo II                                |                                                        |  |  |       |  |  |            |  |  |                                    |  |
|                               |                       | Federica d'Assia-Darmstadt              | Giorgio Guglielmo d'Assia-Darmstadt                    |  |  |       |  |  |            |  |  |                                    |  |
|                               |                       | Federica d'Assia-Darmstadt              | Giorgio Guglielmo d'Assia-Darmstadt                    |  |  |       |  |  |            |  |  |                                    |  |
|                               |                       | Federica d'Assia-Darmstadt              | Maria Luisa Albertina di Leiningen-Dagsburg-Falkenburg |  |  |       |  |  |            |  |  |                                    |  |
|                               |                       | Federica d'Assia-Darmstadt              |                                                        |  |  |       |  |  |            |  |  |                                    |  |